# Dayton, Texas
Dayton là một thành phố thuộc quận Liberty, tiểu bang Texas, Hoa Kỳ. Năm 2010, dân số của xã này là 7242 người.

## Dân số
- Dân số năm 2000: 5709 người.
- Dân số năm 2010: 7242 người.